# 땅아비꺼

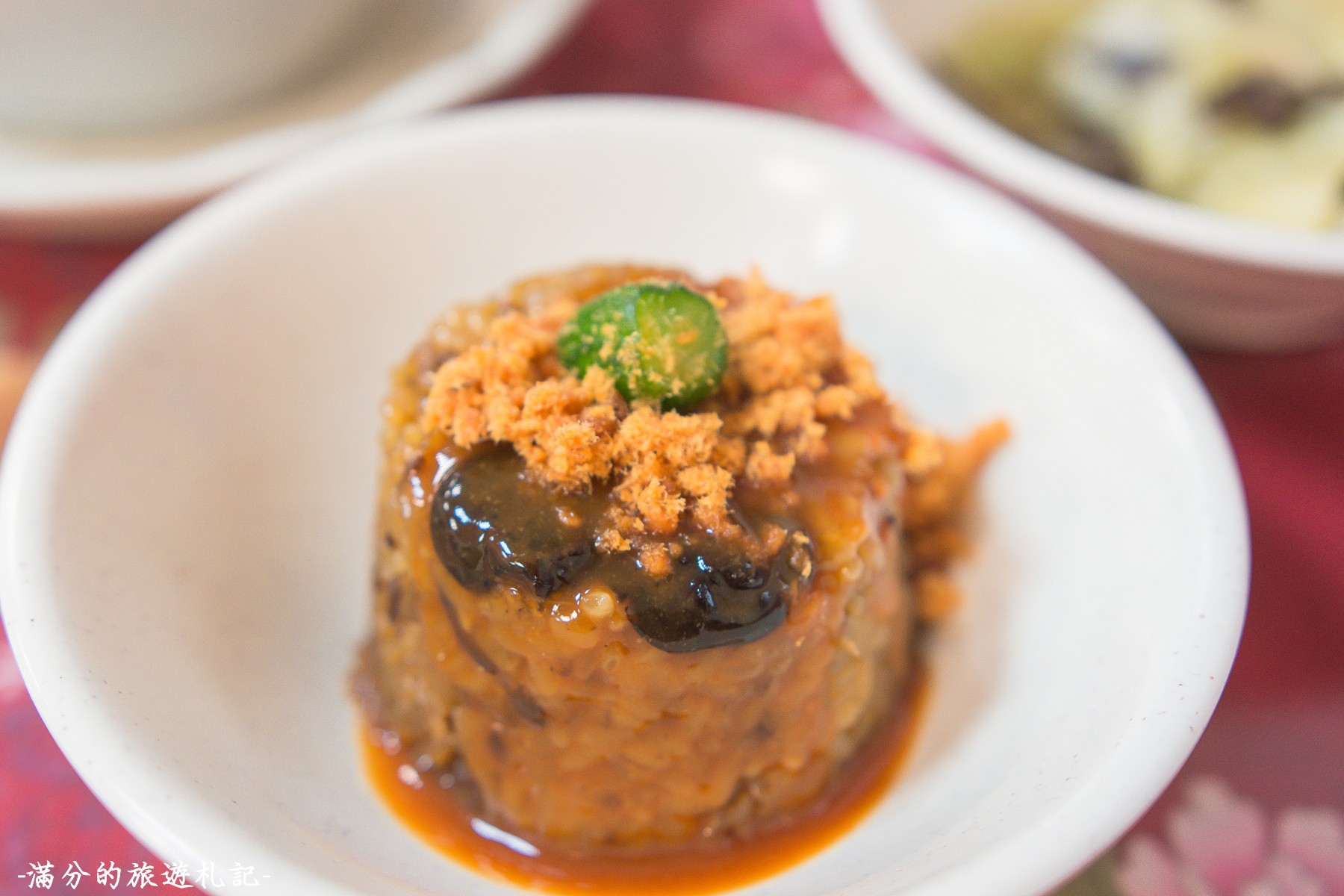

땅아비꺼(민난어 백화자: tâng-á-bí-ko, 한자: 筒仔米糕, 병음: tǒngzǐ mǐgāo 퉁쯔미가오[*])는 찹쌀을 양념하고 대나무 통에 쪄서 볶은 대만 요리이다. 땅아비꺼는 대나무 통 내에서 찌는 과정을 통해 생긴 원통형 모양이다. 지역에 따라 다르지만 이 요리는 일반적으로 표고버섯, 다진 돼지고기 샬롯과 함께 제공되며 스위트 칠리 소스가 곁들여진다. 이 요리는 대만의 국가 요리 중 하나로 간주되며 CNN 트래블이 선정한 최고의 대만 음식 및 음료 40선에 선정되었다.

## 같이 보기
- 대만 요리
- 훠지러우판
- 꾸앙차빵